# 텍사스 공과대학교
텍사스 공과대학교, 텍사스 공대(Texas Tech University), 혹은 텍사스텍(Texas Tech)은 미국 텍사스주 러벅에 위치한 연구중심 종합대학이다. Texas A&M University System, University of Texas System과 함께 텍사스 3대 주립대학 시스템으로 꼽힌다. 국제적으로 공인된 카네기 분류 (the Carnegie Classification of Institutions of Higher Education's 보관됨 2021-10-09 - 웨이백 머신)에 따라 미국 내 최상위 연구중심 종합대학 "Carnegie Tier 1" R1(Very High Research Activity) 소속이다. 또한 메사추세츠 앰허스트 산하 연구기관 (Center for Measuring University Performance)에서 선정한 전미 Top 50 대학(The Top 50 nationally, per the Center for Measuring University Performance)에 선정되어 있다. 월스트리트저널 Wall Street Journal에 따르면 취업에 있어서 미국 최고의 대학 중 하나라는 평을 듣는다 (The Top 25 Recruiter Picks). Herd Department of Petroleum Engineering의 석유공학의 경우 전미 Top 3 중 하나로 손꼽히며, 세계 최고의 석유회사 엑손모빌 (ExxonMobil) 이사 Angela Fick Braly를 비롯한 수많은 동문들이 포진해 있다.
대표적인 동문으로는 미국 내 유일무이하게 Fortune 10대 기업 2곳의 총수인 Edward Whitacre, Jr.를 비롯하여 포브스 (Forbes)에서 선정한 미국 내에서 가장 영향력 있는 500대 기업인이자 통신 시스템 회사 Finisar의 공동 설립자인 Jerry S. Rawls, 로널드 레이건 대통령 행정부의 교육부 장관을 역임한 Lauro Cavazos, 버락 오바마 대통령 행정부의 금융위원회 위원(A member of President Barack Obama's National Finance Committee)인 Chet Edward Cunningham, NASA 우주비행사 Rick Husband, 미육군 4성 장군(First Hispanic 4-star General in the U.S. Army) Richard E. Cavazos, 미 국방성 고등연구계획국 DARPA(Defense Advanced Research Projects Agency)의 국장 Arati Prabhakar 등이 있다.
설립은 자연과학과 공학을 기반으로 시작했지만 현재는 150개의 학사, 100개의 석사, 50개의 박사학위 프로그램을 제공하며 로스쿨, 의과대학, 수의과대학, 약학대학, 치과대학, 간호대학을 모두 보유하고 있는 전미 9대 학교 중 하나로서의 규모를 자랑한다. 

## 역사
1880년대에 텍사스 서부 개발과 함께 해당 지역에 대학을 설립하자는 요구가 시작되어 1917년 텍사스 의회에서 Abilene 지역에 Texas A&M의 캠퍼스를 추가로 설립하고자 하는 취지의 법안이 통과되었다. 이후 상원과 주정부의 조정과정을 거쳐 1923년 2월 10일 당시 상원 의원이었던 William H. Bledsoe와 하원의원  Roy Alvin Baldwin의 서명 하에 Texas Technological College 명칭의 대학을 설립하기로 한 법안이 통과되었다. 1925년 10월 1일에 남녀공학 형태로 개교하여 초기에는 농업, 공학, 경제학, 인문학 등의 수업을 위주로 제공하게 되었다. 이후 1930년 대에는 당시 2대 총장이었던 Bradford Knapp 추진하에 교과목 확장, 기숙사 신설, 도서관 신설, 골프장, 수영장, 조경 정비 사업으로 캠퍼스를 확장하기 시작했다. 1940년대 초반에는 2차 세계대전의 여파로 학생 수가 다소 감소하였지만, 1946년에는 5,366명으로 급증하게 되었다. 1960년대와 1970년대를 거쳐 많은 투자가 이루어졌고 이를 바탕으로 1979년부터 Texas Tech University Health Sciences Center를 신설하여 의학, 의생명과학 약학, 간호학 등을 제공하게 되었다.

## 캠퍼스
스페인-르네상스 양식의 캠퍼스로 James Michener에 따르면, 미시시피 서쪽부터 스탠퍼드에 이르기까지 가장 아름다운 캠퍼스("the most beautiful west of the Mississippi until you get to Stanford")라는 평가를 받고 있으며, 미국 10대 공공 미술관을 보유하고 있다.
2008년 Professional Grounds Management Society로부터 "Grand Award for excellence in grounds-keeping" 상을 수상한 바 있다.

## 교육 및 연구

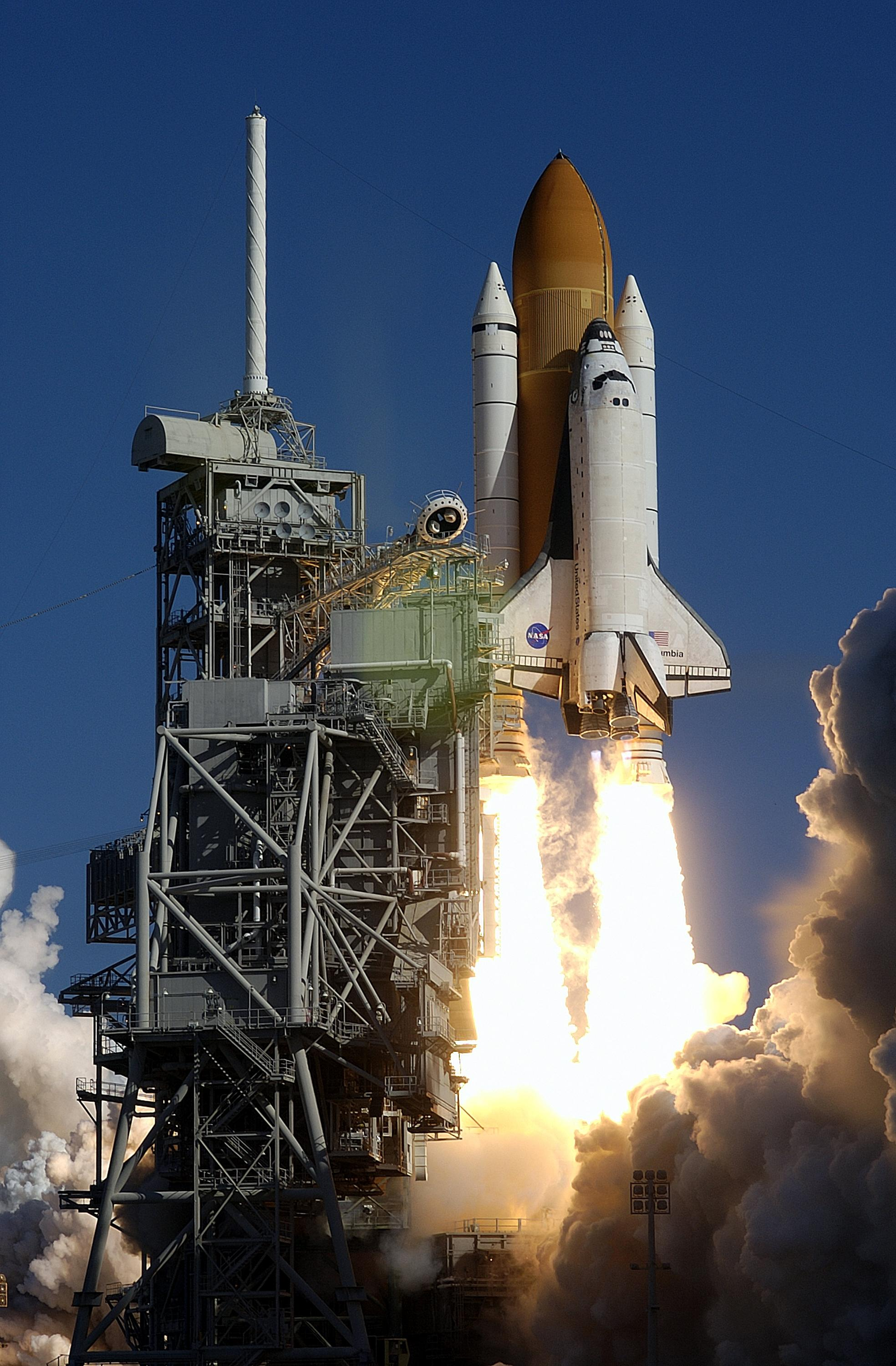
Texas Tech alumnus Rick Husband was the final commander of Space Shuttle Columbia.

역사적으로 NASA 우주비행사, 비행조종사 및 연구원을 여럿 배출한 배경이 있으며, 특히 유명한 우주비행사 동문으로는 Charles Bassett, Paul Lockhart, 그리고 Space Shuttle Columbia 호의 Commander였던 Rick Husband가 있으며 NASA Flight Director인 Ginger Kerrick가 있다.
NASA와의 공동 프로젝트 역시 활발히 진행되어 왔으며, 최근에는 컴퓨터과학 학과장인 Daniel Cooke (Computer Science Department Chair)과 연구진들이 현재 NASA와의 여러 항법 소프트웨어 프로그램들을 공동개발 중이다.
자연과학 및 의학 분야에서는 "에이즈 치료법을 개발한 학교"로 높은 평가를 받고 있으며, 2008년 하버드 대학과 함께 siRNA를 이용한 HIV 치료법을 개발하였다.

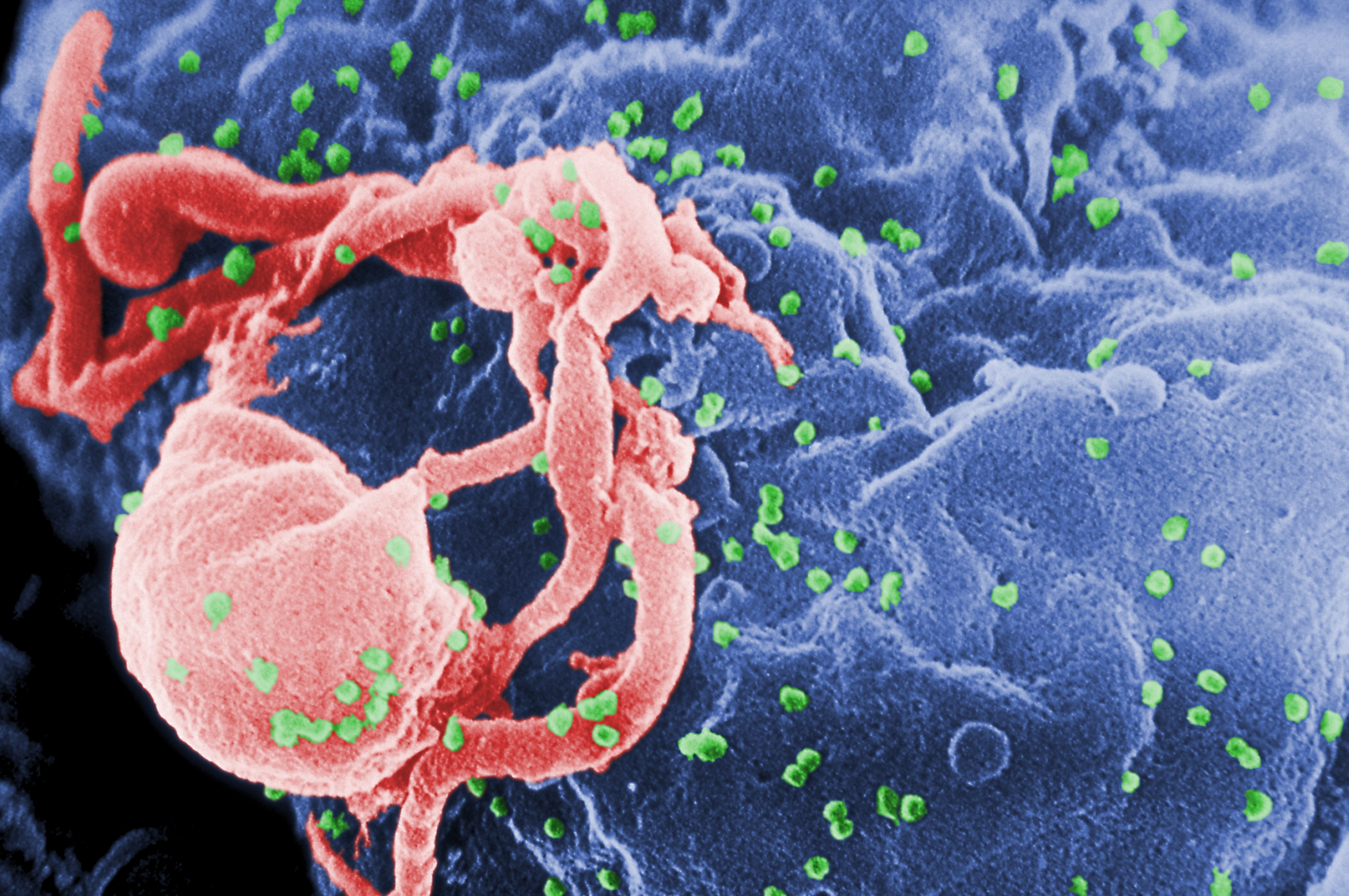
Texas Tech, in collaboration with Harvard University, has developed a treatment that may be a cure for HIV.

Texas Tech's Center for Advanced Analytics and Business Intelligence와 the SAS Institute와의 공동연구를 통해 유전체학(Genomics)과 글로벌 경제학(Global Economics) 등에서의 데이터 처리 속도 증강을 위한 그리드 컴퓨팅을 연구를 진행했다. 

## 동문

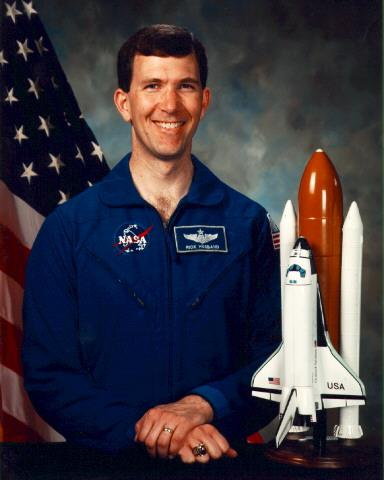
NASA 컬럼비아(Columbia)호 우주비행사 Rick Husband

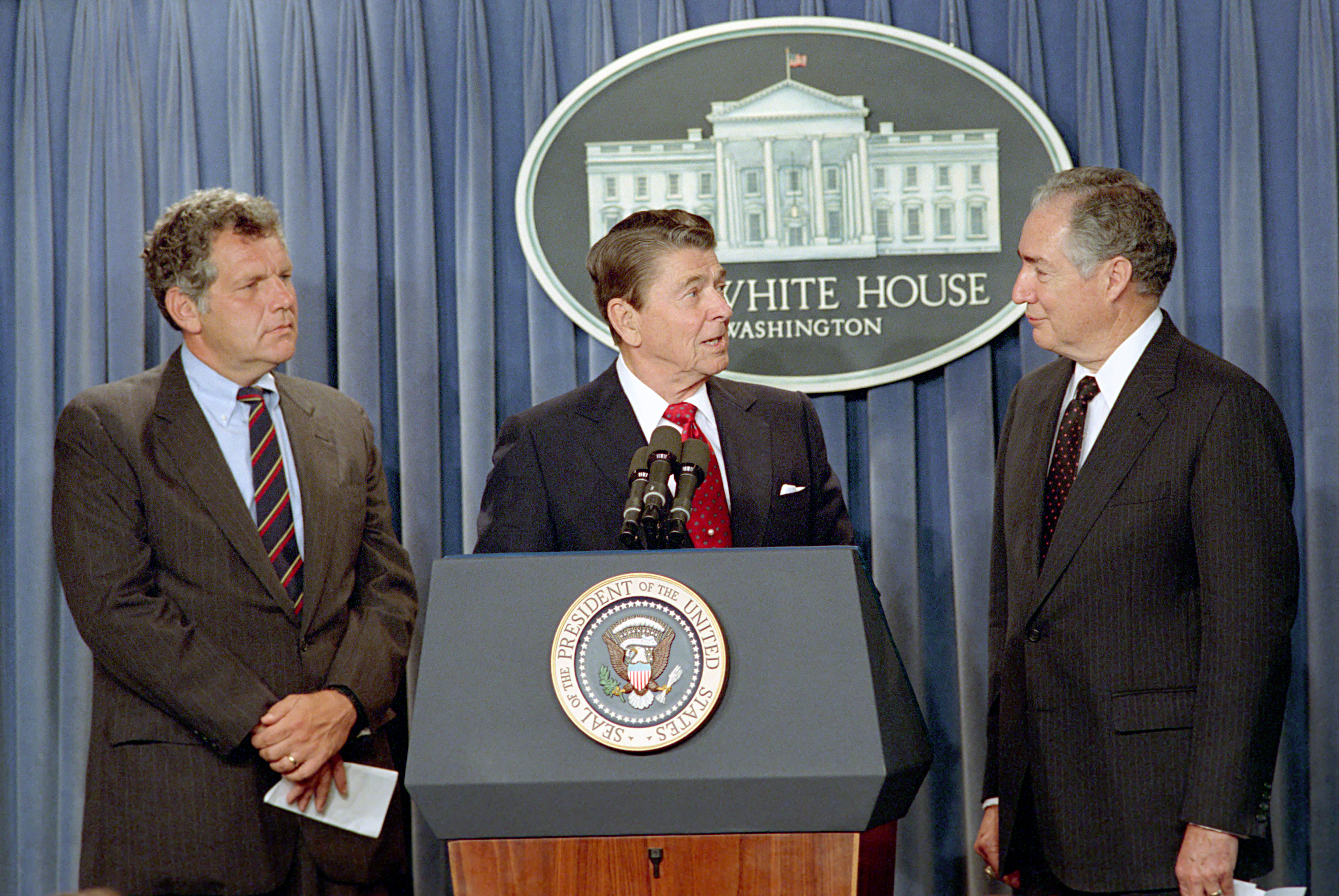
로널드 레이건 행정부 교육부 장관 Lauro Cavazos

미국 50개 주, 전세계 100여개 이상의 국가 출신의 재학생 및 동문들이 있으며, 정부, 비즈니스, 과학계, 의학계, 교육계, 스포츠 및 엔터테인먼트 등 다양한 분야에서 동문 파워가 상당하다. 대표적인 동문의 경우, 유일무이하게 《포춘》(Fortune) 10대 기업 제너럴 모터스(GM)와 AT&T 회장이신 Edward Whitacre Jr.가 있으며, 모교의 Engineering School 출신인 그의 이름을 새겨 특히 공대의 정식 명칭은 Whitacre College of Engineering이다.

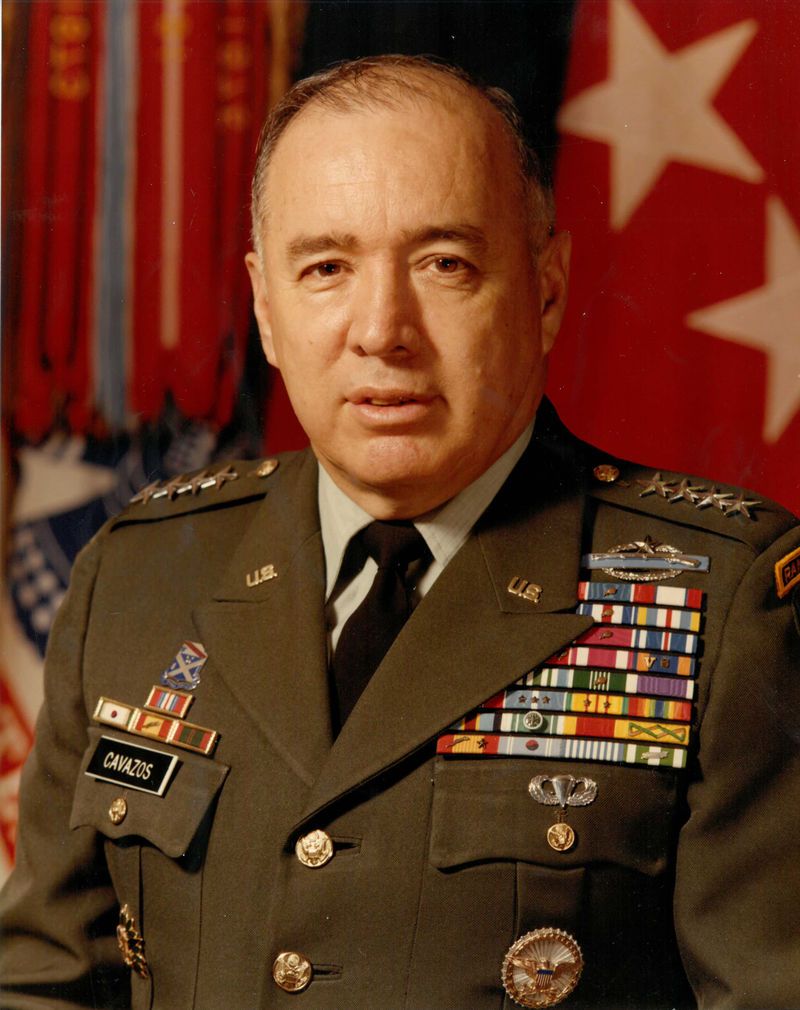
Richard E. Cavazos (First Hispanic 4-star General in the U.S. Army)

이외에 세계적인 반도체 회사 NXP CEO인 Richard L. Clemmer, 미국 유명 보험회사 WellPoint 회장이자 엑손모빌 이사인 Angela Fick,  Braly, 광통신 관련 기업 Finisar 공동창업자 Jerry S. Rawls, 미 육군 4성 장군 Richard E. Cavazos, 교육부 장관 Lauro Cavazos,  에너지부 부장관 Clay Sell, 퓰리처상 수상자 Robert Montemayor, 미 국방성 고등연구계획국 DARPA 국장 Arati Prabhakar, NASA 우주비행사 Paul Lockhart, Rick Husband, Joseph M. Acaba, Charles Bassett, NASA Flight Director인 Ginger Kerrick, 여성으로서 미 국방부 최고위직 Director of the Defense Contract Management Agency에 오른 Wendy M. Masiello 등이 있다.

## 같이 보기
- 텍사스주의 대학 목록